# Xantopsia
El término xantopsia se utiliza en medicina para describir una alteración en la percepción de los colores en la cual todos los objetos visibles tienen aparentemente un tono amarillento.
La xantopsia es en realidad un tipo de cromatopsia. Otras cromatopsias son la eritropsia o visión roja, la cianopsia o visión azul y la cloropsia o visión verde.
No constituye una enfermedad en sí misma, solamente es un síntoma que puede tener varios orígenes. Entre las causas de xantopsia se encuentran la existencia de catarata (opacidad del cristalino) y algunos fármacos como el digital que producen este fenómeno como efecto secundario.